# Пут свиле (тржиште)
Пут Свиле (енгл. Silk Road) је онлајн црно тржиште и прво модерно тамно тржиште, најпознатије као платформа за продају илегалних дрога. Као део тамне мреже, радио је као Тор скривени сервис, тако да су онлајн корисници могли да га прегледају анонимно и сигурно без потенцијалног надзора промета. Веб-сајт је покренут у фебруару 2011. године; развој је почео шест месеци раније. На почетку је постојао ограничен број нових налога за проадају; нови продавци морали су да купе налог на аукцији. Касније је наплаћена фиксна накнада за сваки нови налог продавца.
У Октобру 2013, Федерални истражни биро (ФБИ) (енгл.Federal Bureau of Investigation, FBI) затворио је интернет страницу и ухапсио Роса Вилијама Улбрихта под оптужбом да је оснивач веб-сајта под псеудонимом "Страшни Пират Робертс". Дана 6. новембра 2013. године, Силк Роад 2.0 је почео са радом, којим управљају бивши администратори Силк Роада. Он је такође угашен, а наводни оператер је ухапшен 6. новембра 2014. године у склопу "Операције Онимоус".
Улбрихт је осуђен sa осам оптужби везаних за Пут свиле у Федералном суду САД na Менхетну и осуђен је на доживотни затвор без могућности условног отпуста.

## Историјат

### Операције
Пут свиле је основан у фебруару 2011. године. Назив "Пут свиле" долази из историјске мреже трговачких путева започетих током династије Хан (206. п. н. е. - 220. год.). Између Европе, Индије, Кине и многих других земаља Афро-Евроазијског подручија. Путом свиле је управљао човек под псеудонимом "Страшни Пират Робертс" (назван по фиктивном лику из романа Принцеза невеста), познат по залагању за Либертаријанизам и критизирајући регулацију. Две друге особе такође су биле блиско укључене у раст и успех сајта, познатије под именом Вариети Џонс и Смедли.
Хенри Фарел, ванредни професор политичких наука и међународних послова на Универзитету Џорџ Вашингтон, анализирао је Пут свиле у есеју за Аеон 2015. године. Напоменуо је да је Улбрихт створио тржиште да функционише без владиног надзора, али је било тешко потврдити анонимне трансакције. Да би одржао сталан ток прихода, почео је повећавати надзор како би осигурали ниске трансакционе трошкове. Да би то урадио, додао је мере како би осигурао поузданост имплементацијом аутоматизованог платног система и аутоматизованог система прегледа.
У јуну 2011. године, Гавкер је објавио чланак о локацији која је довела до "Интернет брујања" и повећања промета на веб страници. Када је сајт био јавно доступан, сенатор САД Чарлс Шумер затражио је од федералних органа за спровођење закона да га искључе, укључујући Управу за сузбијање дроге (ДЕА)(енгл. Drug Enforcement Administration (DEA)) и Министарство правде Сједињених Држава.
У фебруару 2013. године, аустралијски трговац кокаином и МДМА ("екстази") постао је прва особа која је осуђена за злочине који су директно повезани са Силк Роадом, након што су власти пресреле лекове које је увозио поштом, претресли његове просторије и открили његов псеудоним на Силк роуду у сликовној датотеци на његовом личном рачунару. Аустралијска полиција и ДЕА су циљали кориснике свиленог пута и хапсили их, иако су имали ограничен успех у постизању пресуда.
У мају 2013. године, Силк Роуд је био срушен на кратак временски период трајним ДДоС нападом. Дана 23. јуна 2013. године, првобитно је објављено да је ДЕА запленила 11.02 биткоина, што је тада вредело укупно 814 долара.

### Хапшење и суђење Росу Улбрихту
Захваљујући делимичном истраживању које је спровео криминалистички истражитељ ИРС-а Гери Алфорд, Рос Улбрихт је осумњичен од стране ФБИ да је оснивач и власник Силк Роада и особа иза псеудонима "Страшни Пират Робертс". Ухапшен је 2. октобра 2013. у Сан Франциску у 3:15 часова поподне (по Пацифичкој временској зони), у Библиотеци Глен Парк, у огранку јавне библиотеке у Сан Франциску.
Улбрихт је оптужен због оптужби за прање новца, компјутерско хаковање, заверу за промет наркотика, и покушај убиства шест особа. Тужиоци су тврдили да је Улбрихт платио 730 000 долара другима за извршење убистава, иако ниједно убиство није заправо извршено. Улбрихт на крају није био кривично гоњен за било који наводни покушај убиства.
ФБИ је на почетку запленио 26.000 биткоина са рачуна на Силк Роад-у, у вредности приближно 3,6 милиона долара у то време. Портпарол ФБИ-а је рекао да ће агенција задржати биткоине до завршетка суђења у Улбрихту, након чега би биткоине били уништени. У октобру 2013. године, ФБИ је известио да је запленио 144.000 биткоина, вредних 28,5 милиона долара, те да су биткоини припадали Улбрихту. Дана 27. јуна 2014. године, Служба америчких маршала продала је 29.657 биткоина у 10 блокова на онлајн аукцији, која се процјењује на вредност од 18 милиона долара по тренутном курсу и само око четвртину одузетих биткоина. Остала су 144.342 биткоина која су пронађена на рачунару Улбрихта, приближно 87 милиона долара. Тим Драпер је купио биткоине на аукцији са процењеном бредношћу од 17 милиона долара, како би их позајмио старт-ап компанији биткоина званој Ваурум која се бави развојом економије тржишта у развоју.
Суђење Улбрихту почело је 13. јануара 2015. године у Савезном суду у Менхетну. На почетку суђења, Улбрихт је признао да је основао веб страницу Силк Роад-у, али је тврдио да је пренео контролу над вебс-ајтом другим људима убрзо након што је основан. Улбрихтови адвокати су тврдили да је Страшни Пират Робертс био у ствари Марк Карпелес, а да је Карпелес "наместио" Улбрихту да буде кривац. Међутим, судија Кетрин Б. Форест је одлучила да свака шпекулативна изјава о томе да ли су Карпелес или било ко други водили Силк Роад, неће бити признате, а изјаве које су већ дали биће избачене из записника.
У другој недељи суђења, тужиоци су представили документе и логове за ћаскање са Улбрихтовог компјутера који би, како су рекли, демонстрирали да је Улбрихт администрирао сајт већ месецима, што је у супротности са тврдњом одбране да се Улбрихт одрекао контроле над Силк Роудом. Адвокат Улбрихта је предложио да се документи и чет дневници постављају тамо путем БитТорент-а, који је у тренутку његовог хапшења био на Улбрихтовом рачунару.
Дана 4. фебруара 2015. године, порота је осудила Улбрихт за седам оптужница, укључујући оптужбе за ангажовање у континуираном злочиначком подухвату, трговини наркотицима, прању новца и хаковању рачунара. Он се суочио са 30 година живота у затвору. Влада је такође оптужила Улбрихта за плаћање убиства најмање пет људи, али нема доказа да су убиства заправо била спроведена, а оптужбе Владе никада нису постале званичне оптужбе против Улбрихта.
Током суђења, судија Форест примила је претње смрћу. Корисници подземне странице под именом Хиден Вики објавили су њене личне податке, укључујући њену адресу и број социјалног осигурања. Адвокат Улбрихта Џошуа Дрател рекао је да он и његов клијент "очигледно и што је могуће више осуђују" анонимне поруке против судије. "Они на било који начин немају никакве везе са Россом Улбрихтом или неким ко је повезан са њим или рефлектује његове ставове или ставове оних који су повезани с њим ", рекао је Дрател.
У писму судији Форест пре њеног изрицања казне, Улбрихт је изјавио да су његове акције путем Силк Роуда-а почињене кроз слободарски идеализам и да је "Силк Роуд требало да даје људима право на слободу да сами одлуче" и признао да је направио " страшну грешку"која је" уништила његов живот ". Дана 29. маја 2015, Улбрихт је добио пет оптужби које треба да служи истовремено, укључујући две за доживотну затворску казну без могућности условног отпуста. Такође му је наложено да преда 183 милиона долара. Адвокат Улбрихта Џошуа Дрател рекао је да ће се жалити на пресуду и првобитну пресуду о кривици. На дан 31. маја 2017. године, Апелациони суд Сједињених Америчких Држава за други круг одбацио је жалбу Улбрихта и потврдио пресуду о осуди и доживотној казни, у писменом мишљењу чији је аутор Поштовани Герард Е. Линч, Окружни судија САД.

### Остала суђења
Холандски трговац дрогом 23-годишњи Корнелис Јан Сломп изјаснио се кривим за продају велике количине дроге путем веб странице Силк Роад и осуђен је у Чикагу на 10 година затвора 29. маја 2015. године са својим адвокатом Паул Петруци , присутним. Дилер Стивен Садлер осуђен је на пет година затвора. Било је преко 130 других хапшења повезаних са Силк Роуд-ом, иако неки од ових хапшења можда нису директно повезани са Силк Роуд-ом, и не могу бити јавне информације због правних разлога.

## Производи
У марту 2013. године, сајт је имао 10.000 производа за продају од стране продаваца, од којих је 70% била дрога. У октобру 2014. било је 13.756 спискова за лекове, груписане под заглављима психостимуланси, психоделичне супстанце, рецепти, прекурзор, опијати, екстази, дисоцијатив и стероиди. Лажне возачке дозволе су такође биле понуђене на продају. Услови коришћења сајта забранили су продају одређених ставки. Када је тржиште Силк Роуд-а први пут започео творац и администратори су успоставили услове службе којима је забрањена продаја било чега чија је сврха била "наношење штете или превара". То укључује дечију порнографију, украдене кредитне картице, атентате и оружје било које врсте. Друга мрачна тржишта попут Блек Маркет Релоада постале су популарне јер нису биле толико рестриктивне за ове ставке. Такође су постојале и услуге за продају, као што су одећа, уметност, књиге, цигарете, еротика, накит и услуге писања. Сестрински веб-сајт, зван "Тhe Armory", продавала је оружје током 2012. године, али је била затворена због недостатка потражње.
Купци су могли оставити коментаре о купљеним производима на сајту. Већина производа је испоручено путем поште, а водич продавца сајта даје инструкције продавцима како да вакуум-печатују своје производе како би избегли откривање.

## Продаја
На основу података од 3. фебруара 2012. до 24. јула 2012. године, процењено је 15 милиона долара трансакција годишње на Силк Роад-у. Купци и продавци су спровели све трансакције са биткоин-ом, криптовалутом која пружа одређени степен анонимности.
Жалба објављена када је ухапшена Улбрихт обухватила је информације које је ФБИ стекао на системској слици сервера Силк Роад-а који је прикупио 23. јула 2013. године. "Почев од 6. фебруара 2011. до 23. јула 2013. године извршено је укупно око 1.229.465 трансакција. Укупни приходи остварени од ове продаје износили су 9.519.664 биткоина, а укупне провизије које је прикупио Силк Роад од продаје износио је 614,305 биткоина. Ове бројке су еквивалентне око 1,2 милијарде долара у приходима и 79,8 милиона долара у провизији, по тренутним курсевима биткоина ... ", према жалби у септембру 2013. године, а укључивало је 146,946 купаца и 3,877 продаваца. Према корисничким информацијама које су дате приликом регистрације, 30% је било из Сједињених Држава, 27% је било непријавлјено, а након тога, у падајућем редоследу претежно: Уједињено Краљевство, Аустралија, Немачка, Канада, Шведска, Француска, Русија, Италија и Холандија Током 60-дневног периода од 24. маја до 23. јула било је преко 1.217.218 порука послато преко приватног система за размену порука Силк Роад-а.

## Слични веб-сајтови
Тржиште фармера(енгл.The Farmer's Market) је Тор сајт сличан Силк Роуд-у, али који није користио биткоине. Сматра се "прото-Силк Роуд", али коришћење платних услуга као што су ПејПал и Вестерн Унион омогућило је спровођење закона како би се пратиле исплате, а ФБИ га је 2012. године затворио. Други веб-сајтови су већ постојале када је Силк Роад затворен, а Гардијан је предвидео да ће они преузети тржиште на којем је пре свега доминирао Силк Роад.

## Директни наследницо

### Силк Роуд 2.0
Дана 6. новембра 2013. године, администратори са затвореног Силк Роад-а поново су покренули сајт под вођством новог псеудонима Страшни Пират Робертс и назвали га "Силк Роад 2.0". Администратори су преузели изгледа оригиналнои сајта и обећали побољшану сигурност. Нови ДПР је предузимао мере предострожности дистрибуирања шифрованих копија изворног кода сајта како би се омогућило брзо поновно успостављање сајта у случају другог искључења.
Дана 20. децембра 2013. објављено је да су ухапшена три наводна администратора "Силк Роад 2.0", два од ових осумњичених, Ендру Михаел Џонс и Гери Дејвис, проглашени су за администраторе "Иниго" и "Либертас" који су наставили своје рад на Силк Роад 2.0. Око овог времена, нови Страшни Пират Робертс изненада је предао контролу над сајтом и замрзао своје активности, укључујући и ескро систем. Нови привремен администратор под називом "Дефкон" преузео је и обећао је да ће га вратити на радни поредак.
На дан 13. фебруара 2014. године Дефкон је објавио да су ескро рачуни за Силк Роад 2.0 компромитовани кроз рањивост у биткоин протоколу под називом "дебалансирање трансакција". Док је сајт остао на мрежи, сви биткоини на ескро рачуну, вредни 2,7 милиона долара, пријављени су као украдени. Касније се извештавало да је рањивост била у веб-сајтовој функције "Освежавајући депозити", а да су администратори Силк Роад-а потрошили своје провизије од продаје од 15. фебруара како би рефундирали кориснике који су изгубили новац, док је 50% жртава хакера у потпуности отплаћено од 8. априла.
Дана 6. новембра 2014. године, власти са Федералним истражним бироом, Европолом и Еуројус-том објавиле су хапшење Блејка Бентхала, наводно власника и оператера Силк Роад 2.0 под псеудонимом "Дефкон", претходног дана у Сан Франциску, у склопу операције Онимоус.